# Lechria singularis
Lechria singularis är en tvåvingeart som beskrevs av Frederick Askew Skuse 1890. Lechria singularis ingår i släktet Lechria och familjen småharkrankar. Inga underarter finns listade i Catalogue of Life.